# Сан Хосе (Калифорния)
Вижте пояснителната страница за други значения на Сан Хосе.
Сан Хосе (на англ. San José, IPA: /ˌsæn hoʊˈzeɪ/  ( произношение) или /ˌsæn hoʊˈzeɪ/; исп. /saŋ xoˈse/) е град и окръжен център на окръг Санта Клара в района на залива на Сан Франциско, щата Калифорния, САЩ. Той се намира в Силициевата долина, затова неговият прякор е „Столица на Силициевата долина“. Градът е десетият по големина в страната.

## География
Сан Хосе има обща площ от 469,72 km². Сан Хосе се намира на около 76,18 km на юг от Сан Франциско по магистрала 101, което се взима за около 1 час.

## Население
Сан Хосе е най-големият град в района на Сан Франциско с население от 971 233 жители (2022).

## Квартали
Сан Хосе е разделен на пет района с различни квартали във всеки район:

### Централен Сан Хосе
- Център
- Японски квартал
- Малък Сайгон
- Роуз Гардън
- Сунол-Мидтаун
- Уилоу Глен
- Наглий Парк
- Нюхол/Колидж Парк

### Западна долина
- Бърбанк
- Кембриан Парк
- Западен Сан Хосе
- Уинчестър

### Бериеса (наричан също Северна долина)
- Алвисо
- Бериеса

### Източен Сан Хосе
- Евъргрийн
- Алум Рок
- Ийст Футхилс
- Кинг и Стори
- Малка Португалия

### Южен Сан Хосе
- Алмадън Вали
- Блосъм Вали
- Койоти Вали
- Евъргрийн
- Санта Тереза
- Силвър Крийк Вали
- Идънвейл
- Севън Трийс

## Икономика
Сан Хосе е самопровъзгласилата се столица на Силициевата долина. Тук се намират централите на много компании за информационни технологии, включително Cisco Systems, Adobe Systems, BEA Systems, eBay, KLA Tencor, Western Digital.

## Личности
Родени в Сан Хосе
- Шърли Бъзби (р. 1941), писателка
- Стийв Возняк (р. 1950), компютърен инженер
- Мичио Каку (р. 1947), физик-теоретик
- Ники Сикс (р. 1958), музикант
- Тад Уилямс (р. 1957), писател
- Джош Холоуей (р. 1969), актьор